# Hypopyrrhus pyrohypogaster
El cacique candela, turpial de vientre rojo o chango ventrirrojo (Hypopyrrhus pyrohypogaster) es una especie de ave paseriforme de la familia Icteridae endémica de Colombia. Es el único miembro del género Hypopyrrhus.

## Hábitat
Vive en la canopia y los bordes de bosques tropicales de montañas del oeste de Colombia, entre los 1.200 y 2.700 m de altitud. Está amenazado por pérdida de hábitat.

## Descripción
El macho mide 31,5 cm de longitud y la hembra 27 cm. Plumaje negro mate, en la cabeza, el cuello y la nuca con ejes brillantes; vientre rojo brillante. El pico y las patas son negros. El iris es amarillo.

## Alimentación
Se alimentan de insectos y arañas, que buscan en los troncos de los árboles, el rastrojo bajo y en el suelo bajo las hojas secas. También consumen frutos.

## Reproducción
En la época de reproducción los grupos mayores, que generalmente están integrados por 6 a 8 individuos, se segmentan y cada pareja junto con un ayudante, que podría ser un juvenil de una nidada anterior, construyen y cuidan el nido, a unos 9 m del suelo, colocado en un tridente invertido sobre una rama terminal. El nido tiene forma de cuenco de 13 cm de diámetro, 8 cm de profundidad y 17 cm de altura. Tanto el macho como la hembra, como el ayudante, incuban los huevos. Los pichones permanecen 14 a 17 días en el nido, pero pueden depender algunos días más de sus padres.